# Нова Церкев
Нова Церкев (словен. Nova Cerkev) — поселення в общині Войник, Савинський регіон, Словенія. 
Висота над рівнем моря: 303,2 м.